# テレビせとうち制作アニメ枠
テレビせとうち制作アニメ枠（テレビせとうちせいさくアニメわく）は、土曜 8:30 - 9:00で放送のテレビせとうち（TSC）制作・テレビ東京系列（TXN）ネットのテレビアニメの一覧である。

## 概要
1989年4月にTXN系列月曜 18:00 - 18:30にて開始された『アイドル伝説えり子』はTSCが初めて制作したテレビアニメである。
この作品以降、TXN系列の同枠はTSC制作アニメ枠となったが、『しましまとらのしまじろう』放送途中の1995年1月以降は同じ月曜 7:35 - 8:05に移動し、翌1996年10月以降は月曜 7:30 - 8:00での放送だった。26年間に渡って月曜に放送されていたが、2015年4月改編でテレビ東京が平日 7:30 - 8:15に生放送の情報ワイド『チャージ730!』を立ち上げることが決まったため、4月から土曜 8:30 - 9:00枠に変更した。
殆どの作品においてビックウエストが担当広告代理店となっていたが、『はっけん たいけん だいすき! しまじろう』は開始当初よりNASに変更され、2009年4月放送分からは電通に変更された。番組タイトルがそのままでも代理店が変更という珍しい現象が起きた。以降の『しまじろう』シリーズの広告代理店も電通が担当している。
岡山・香川両県の民放テレビ局で全国ネットのテレビアニメの制作に着手したのは今なお当局のみである。また、現在も継続の東名阪地区以外の民放テレビ局が制作する30分テレビアニメ作品のレギュラー枠も当枠のみである。

## 作品リスト
「※」があるものは、TSCは制作には関わっておらず、幹事局扱い。
| #  | 作品名                                 | 放送期間                       | 話数    | 備考 |
| -- | -------------------------------------- | ------------------------------ | ------- | --- |
| 1  | アイドル伝説えり子                     | 1989年4月3日 - 1990年3月26日   | 全51話  | 同局制作のテレビアニメ第1号。 |
| 2  | アイドル天使ようこそようこ             | 1990年4月2日 - 1991年2月4日    | 全43話  | |
| 3  | ゲッターロボ號                         | 1991年2月11日 - 1992年1月27日  | 全50話  | |
| 4  | 花の魔法使いマリーベル                 | 1992年2月3日 - 1993年1月18日   | 全50話  | |
| 5  | 無責任艦長タイラー                     | 1993年1月25日 - 7月19日        | 全26話  | |
| 6  | 超時空要塞マクロスII -LOVERS AGAIN-※   | 1993年8月2日 - 9月6日          | 全6話   | OVAのテレビ放送。 |
| 7  | リトルツインズ※                        | 1993年9月13日 - 12月6日        | 全12話  | OVAのテレビ放送。 |
| 8  | しましまとらのしまじろう               | 1993年12月13日 - 2008年3月31日 | 全726話 | この枠では長きに渡って『しまじろう』シリーズを放映。 放送開始 - 1994年12月19日は月曜 18:00 - 18:30、 1995年1月9日 - 1996年9月30日は月曜 7:35 - 8:05、 1996年10月7日 - 2008年3月31日は月曜 7:30 - 8:00で放送。 |
| 9  | はっけん たいけん だいすき! しまじろう | 2008年4月7日 - 2010年3月29日   | 全101話 | |
| 10 | しまじろう ヘソカ                      | 2010年4月5日 - 2012年3月26日   | 全101話 | |
| 11 | しまじろうのわお!                      | 2012年4月2日 -                 |         | 放送開始 - 2015年3月30日は月曜 7:30 - 8:00、 同年4月4日 - は土曜 8:30 - 9:00で放送。 |